# Quan hệ Ấn Độ – Tòa Thánh
Quan hệ Ấn Độ – Tòa Thánh đề cập đến quan hệ song phương giữa Tòa Thánh, vốn có chủ quyền trên Thành Vatican và Ấn Độ. Quan hệ song phương chính thức giữa hai tồn tại kể từ ngày 12 tháng 6 năm 1948. Một phái đoàn Đại diện Tòa Thánh đã tồn tại từ năm 1881. Tòa Thánh có một tòa sứ thần ở New Delhi trong khi Ấn Độ đã công nhận đại sứ quán của mình ở Bern, Thụy Sĩ là thuộc về Tòa Thánh. Đại sứ Ấn Độ tại Bern đã được công nhận là đại sứ truyền thống cho Tòa Thánh. Tổng Giám mục Giambattista Diquattro được bổ nhiệm làm Sứ thần Tòa Thánh tại Ấn Độ vào tháng 1 năm 2017 trong khi đại sứ của Ấn Độ tại Tòa Thánh là Sibi George.

## Lịch sử
Mối liên hệ giữa Giáo hội Công giáo và Ấn Độ có thể được quay ngược về thời Thánh Tông đồ Tôma, theo truyền thống, đã đến Ấn Độ vào năm 52 sau Công nguyên. Các giám mục được gửi đến Ấn Độ từ Syria ngay từ thế kỷ thứ 6 hoặc thứ 7. Có một hồ sơ về một giám mục Ấn Độ đến thăm Rôma tại thời gian trị vì của Giáo hoàng Callixtus II (1119–1124).
Phái đoàn ngoại giao được thành lập với vai trò Đại diện Tòa Thánh tại Đông Ấn vào năm 1881, và bao gồm Ceylon, và được mở rộng tới Malaca năm 1889, và sau đó đến Miến Điện năm 1920, và cuối cùng bao gồm Goa năm 1923. Nó được Giáo hoàng Piô XII nâng cấp chính thức vào ngày 12 tháng 6 năm 1948 với chức danh Đại diện cao cấp nhất là Quyền Sứ thần Tòa Thánh (Apostolic Inter Nunciature) và được nâng cấp chính thức trở thành Sứ thần Tòa Thánh bởi Giáo hoàng Phaolô VI vào ngày 22 tháng 8 năm 1967.

## Chuyến thăm song phương
Đã có ba chuyến viếng thăm của giáo hoàng đến Ấn Độ. Vị Giáo hoàng đầu tiên đến thăm Ấn Độ là Giáo hoàng Phaolô VI, người đã viếng thăm Mumbai vào năm 1964 để tham dự Đại hội Thánh Thể Quốc tế. Giáo hoàng Gioan Phaolô II đã viếng thăm nhiều nơi ở Ấn Độ bao gồm Chennai vào tháng 2 năm 1986 và sau đó một lần nữa viếng thăm New Delhi vào tháng 11 năm 1999.
Một số quan chứ Ấn Độ theo các giai đoạn trong lịch sử đều có cuộc tiếp kiến với Giáo hoàng tại Vatican. Họ bao gồm Thủ tướng Indira Gandhi vào năm 1981 và Thủ tướng Chính phủ I.K. Gujral vào tháng 9 năm 1987. Thủ tướng Atal Bihari Vajpayee đã hội kiến với Giáo hoàng vào tháng 6 năm 2000 trong chuyến thăm chính thức của ông tới Ý. Phó Tổng thống Ấn Độ Bhairon Singh Shekhawat đại diện cho đất nước Ấn Độ tham gia tang lễ của Giáo hoàng Gioan Phaolô II. Bộ trưởng Ngoại giao Sushma Swaraj đã dẫn đầu một phái đoàn đến Vatican tham gia lễ tôn phong Hiển thánh của Thánh Teresa Calcutta vào tháng 9 năm 2016. Bà được Bộ trưởng Bộ Ngoại giao Tây Bengal, bà Mamata Bannerjee đi cùng.